# 대한민국의 평화유지활동

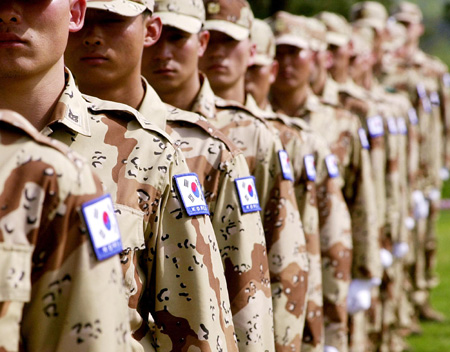
이라크의 자이툰 부대

대한민국의 평화유지활동(平和維持活動)은 대한민국의 1991년 유엔 가입 이후에 평화유지군을 파병하여 평화 유지 임무에 참가했었던 활동을 가리킨다.

## 대한민국 국군의 해외 파병 역사

### 1990년대 이전
1950년 6.25 전쟁이 발발한 당시, 대한민국은 군사원조를 받는 나라였지만, 베트남 전쟁이 발발하면서 최초로 해외파병을 시작하였다.

### 1990년대
두번째로 1991년 걸프 전쟁이 발발하면서 사우디아라비아에 이동외과병원을, 아랍에미리트에 공군 제53수송단을 파병하였으며, 1993년  최초로 소말리아에 유엔 평화유지군부대인 상록수부대를, 1994년 서사하라에 국군 의료지원단과 선거 감시단 4명을 해외 파병 보내면서, 대한민국은 점차 군사원조를 하는 나라로 변모중이다.

### 2000년대
2001년 12월 18일에는 아프가니스탄 전쟁 당시 C-130 수송기 4대로 구성된 공군소속 청마부대와 해군 상륙함 향로봉함(4300톤)으로 구성된 해성부대 그리고 육군소속 동의부대를 창설하여 아프가니스탄에 파병했다. 당시 해성 부대의 부대장은 향로봉함 함장 이정현 중령으로 임명되었다. 2001년 12월 창단된 청마 부대는 8차례 임무교대를 하는 동안 1건의 사고도 없이 성공적으로 임무를 마쳤다. 디에고 가르시아에 주둔한 청마부대는 싱가포르 등을 오가며 군수물자와 병력을 수송하는 후방지원 임무를 맡았다. 또한 해성 부대의 파병은 1965년 베트남전 이후 해군 부대의 두번째 해외파병이다. 이후 아프가니스탄에는 두 번째로 2003년 다산부대를, 세 번째로 2010년 오쉬노부대와 참모장교 2명을 파병보냈다. 2007년 7월 19일에는 레바논에 동명부대를 파병했다. 이라크에서는 이라크 전쟁 당시에 2003년 4월 30일에 처음으로 서희부대와 제마부대를, 그리고 두 번째로 2004년 2월 23일 당시 8000명의 병력으로 구성된 사단급인 자이툰부대를, 세 번째로 수송지원을 담당하기 위해 C-130 수송기 4대로 구성된 공군소속 다이만부대를 창설하여 파병보냈다. 2009년에는 소말리아 해적을 소탕하기 위해 해군 특수전전단 UDT/SEAL, 헬기 1대, 충무공이순신급 구축함 1척으로 구성된 청해부대를 파병하였다. 이것은 대한민국 해군 창설 64년 사상 처음으로 구축함을 해외 파병한 사례이다. 

### 2010년대
2011년에는 한국군의 UAE군에 대한 전반적인 교육훈련 지원과 양국간의 협력 및 우호 증진을 위하여 아랍에미리트에 두번째로 아크부대를 파병보냈다. 2013년에는 남수단에 한빛부대를, 필리핀에는 아라우부대를 파병보냈다. 이외에도 2009년 3월 13일 지부티에 협조장교와 참모장교를 포함한 3명이 파병되었고,바레인의 연합해군사령부에도 협조장교와 참모장교를 포함한 4명을, 미국 중부 사령부에 협조장교와 참모장교를 포함한 3명을, 라이베리아, 코트디부아르, 수단의 다푸르 지역 등에 각각 임무단 2명을, 인도와 파키스탄지역에 정전감시단 7명을, 키프로스에 평화유지군 사령관 1명을 파병 보냈다고 한다.

## 연대기
- 1991년 - 노태우 정부는 북한과 동시에 유엔에 가입했다.[8]
- 1993년 - 김영삼 정부는 유엔 회원국으로서 최초로 해외파병을 했다. 육군 공병대대인 상록수부대를 소말리아에 파병했다. 공군의 C-130 수송기가 사용되었다.
- 1994년 - 김영삼 정부는 서사하라에 선거 감시단 4명과 국군 의료지원단을 파병했다.
- 1995년 - 김영삼 정부는 육군 공병대대인 상록수부대를 앙골라에 파병했다.
- 1999년 - 김대중 정부는 유엔 평화유지군 활동 최초로 전투병을 파병했다. 육군 특전사와 해병대로 구성된 상록수부대를 동티모르에 파병했다. 한나라당은 인도네시아에 교포가 많다면서, 교포의 위험이 우려되어 파병에 반대했다.
- 2004년 - 노무현 정부는 한국 파병 역사상 처음으로 사단급인 자이툰부대를 이라크에 파병했으며, 당시 병력 규모는 8000명이다.
- 2007년 7월 19일 - 노무현 정부는 2번째 전투병 파병으로 레바논에 동명부대를 파병했다. 부대장은 김웅건 대령이다.
- 2010년 - 이명박 정부는 육군 공병대대인 단비부대를 아이티에 파병했다.
- 2013년 3월 1일 - 박근혜 정부가 남수단으로 한빛부대를 파병보냈다.

## 대한민국의 평화유지군이 해외 파병한 나라들의 목록
1. 소말리아 - 1993년 상록수부대(첫 해외 파병)
2. 서사하라 : 1994년 선거 감시단(4명, 라윤(본부), 모로코 지역(4개소), 폴리사리오 지역(5개소)), 국군 의료지원단
3. 앙골라 - 1995년 상록수부대
4. 동티모르 - 1999년 상록수부대
5. 이라크 - 2004년 자이툰부대
6. 레바논 - 2007년 동명부대
7. 아이티 - 2010년 단비부대
8. 남수단 - 2013년 한빛부대
9. 라이베리아 - 임무단 (2명)
10. 코트디부아르 - 임무단 (2명)
11. 수단 다푸르 - 임무단 (2명)
12. 인도 +  파키스탄 - 정전감시단 (7명)
13. 키프로스 - 평화유지군 사령관 (1명)

## 참고 자료
- 정부, 필리핀에 軍 500명 이상 파병..역대 2번째 규모